# Helianthus hirsutus
Helianthus hirsutus — вид квіткових рослин з родини айстрових (Asteraceae).

## Біоморфологічна характеристика
Це багаторічник 100–200 см (кореневищні). Стебла прямі, ворсисті. Листки стеблові; переважно протилежні; листкові ніжки 0.4–2 см; листкові пластинки від ланцетних до яйцюватих, 6.5–18 × 1–8 см, абаксіальні (низ) поверхні ± ворсисті та залозисто-крапчасті, адаксіальні — не залозисті; краї від майже цілих до зубчастих (плоскі). Квіткових голів 1–7. Променеві квітки 10–15; пластинки 15–20 мм. Дискові квітки 40+; віночки 5.5–6.5 мм, частки жовті; пиляки темно-коричневі чи чорні. Ципсели 4–4.5 мм, ± голі чи дистально запушені. 2n = 68. Цвітіння: пізнє літо — осінь.

## Умови зростання
Канада (Онтаріо); Мексика (Нуево Леон, Коауїла); США (Вісконсин, Західна Вірджинія, Вірджинія, Техас, Теннессі, Південна Кароліна, Айова, Індіана, Іллінойс, Джорджія, Флорида, Арканзас, Алабама, Канзас, Кентуккі, Луїзіана, Мічиган, Міннесота, Міссісіпі, Міссурі, Небраска, Північна Кароліна, Огайо, Оклахома, Пенсильванія). Населяє сухі, відкриті ділянки, узлісся, узбіччя доріг; 10–900+ метрів.

## Значущість
Вид є третинним генетичним родичем культивованого соняшнику H. annuus, він також належить до другої групи таксонів топінамбура H. tuberosus, і тому його можна використовувати як донора генів для покращення врожаю, зокрема для передачі шкідників стійкість до культурного соняшнику.